# Simulium bronchiale
Simulium bronchiale är en tvåvingeart som först beskrevs av Rubtsov 1962.  Simulium bronchiale ingår i släktet Simulium och familjen knott. Inga underarter finns listade i Catalogue of Life.